# Johann Christoph Pezel
Johann Christoph Pezel (Glatz (Neder-Silezië), 5 december 1639 – Bautzen, 13 oktober 1694) was een Duits componist, trompettist en violist. Wel zelden is de naam van een componist in zo vele varianten overgeleverd dan die van Pezel. Naast de schrijfwijze Pezel ontmoeten wij Pezelius, Pecelius, Petzel, Pezelt, Petzold, maar ook met het beginletter "B" zoals Bezel, Betzel, Bezeld, Betzeld, Bezold en ook Bässel. Deze naamsverwarring maakte het niet eenvoudig de levensomstandigheden van deze componist, die toch al voornamelijk onvolledig overgeleverd zijn, tot een oplossing brengen.

## Levensloop
Over de jeugdjaren zijn basis- en muzikale opleiding laten zich uitsluitend vermoedens opstellen. In 1664 is hij het eerste mal als 4e violist in Leipzig vermeld. In 1669/1670 werd hij als een bekende blazer van clarintrompetten (baroktrompet of beter natuurtrompet) in de "Leipziger Stadtpfeifergroep" opgenomen. In deze tijd publiceerde hij zijn eerste composities, waaronder de 40 toren-sonates met de titel Hora decima (1670). Er zullen spoedig verdere instrumentale en vocale werken volgen. Vanaf 1672 was hij leider van het Collegium musicum te Leipzig. In 1675 en 1679 solliciteerde hij voor een baan als stedelijk musicus, maar werd niet aangenomen. In 1677 solliciteerde hij als cantor aan de Thomaskerk te Leipzig, maar ook voor deze functie werd hij niet aangenomen. In 1681 werd hij laatstelijk stedelijk musicus te  Bautzen.
Zijn composities staan in de tradities van de oudste Duitse suites. De melodieën getuigen soms van Franse en Italiaanse invloed.

## Composities
- 1669 Musika Vespertina Lipsica, suites voor strijkers
- 1670 Hora decima musicorum Lipsiensium, veertig toren-sonates voor 2 cornetten en 3 trombones
- 1672 Schöne, lustige und anmuthige neue Arien
- 1675 Bicinia variorum instrumentorum
- 1678 Delitiae musicales, voor koperblazers
- 1685 Fünfstimmige blasende Music, sonates voor 2 zinken (of cornetten) en 3 trombones
- Opus musicum sonatarum praestantissimarum 6 instrumentis instructum, 25 sonates voor strijkers en blazers 
  1. Sonata Baccha voor strijkers, fagot en basso continuüm
  2. Sonata Xantippea voor strijkers, fagot en basso continuüm